# Castello del Carrobio
Das Castello del Carrobio, oder genauer Castello del Conte di Carrobio, ist ein Anfang des 20. Jahrhunderts erbautes burgartiges Anwesen im neugotischen Stil in Massa Finalese, einem Teil der Gemeinde Finale Emilia in der italienischen Region Emilia-Romagna. Es liegt an der Via Mirandola.

## Geschichte
Vittorio Sacerdoti, Conte di Carrobio, Botschafter des Königreichs Italien und reicher Jude, ließ das Gebäude zwischen 1898 und 1900 als repräsentative Residenz errichten, in dem er Feste und Empfänge für andere Adlige und bekannte Gäste, wie z. B. 1935 Umberto von Savoyen, damals Prinz von Piemont, ausrichten konnte. Von 1911 bis 1914 wurde die Burg unter Leitung des Bauingenieurs Ettore Tosatti erweitert.
Das Bauwerk war inspiriert von der damals deutschen Burg Tobitschau, die dem Bruder von Elena von Gutmann, der Gattin des Grafen von Carrobio, gehörte.
Im Zweiten Weltkrieg wurde die Burg von den Nazis versiegelt, weil die Familie des Grafen von Carrobio jüdischen Ursprungs war. Außerdem beschloss der Eigentümer, Vittorio Sacerdoti, sich am 4. Dezember 1938 christlich taufen zu lassen, nachdem die Rassegesetze verkündet worden waren, und änderte 1941 seinen Nachnamen von „Sacerdoti“ in „Carrobio di Carrobio“.
Nach dem Krieg kaufte Primo Stefanelli, der Eigentümer der Rocchetta Mattei, die Burg und wollte das Gebäude in ein Altersheim umbauen lassen, aber erhielt dafür nicht die notwendigen Genehmigungen. Aus diesem Grund verfiel die Burg zu einer Ruine, wurde aber in den 1990er-Jahren im Auftrag der Familie Folchi restauriert. Von 1997 bis 2014 war das Gebäude verpfändet, weil die Eigentümergesellschaft in wirtschaftlichen Schwierigkeiten war.

## Beschreibung

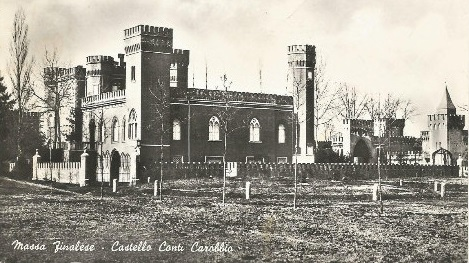
Die Burg in den 1950er-Jahren

Die neugotische Burg mit romantischem Aussehen liegt in einem üppigen Park (heute teilweise öffentlich zugänglich), der einst Teil des Salicetawaldes war, den Vittorio Sacerdoti 1909 kaufte.
Die Fassaden sind in unverkleidetem Stein gehalten, die neugotischen Fenster sind marmorumrandet.
Innen ist die Burg teilweise mit Jugendstilwerken dekoriert.

## Im Film
In der Burg und im Park wurde 1977 der Film Neun Leichen hat die Woche des Regisseurs Pupi Avati gedreht.